# Cervières (Loara)
Cervières – miejscowość i gmina we Francji, w regionie Owernia-Rodan-Alpy, w departamencie Loara.
Według danych na rok 1990 gminę zamieszkiwały 102 osoby, a gęstość zaludnienia wynosiła 13 osób/km² (wśród 2880 gmin regionu Rodan-Alpy Cervières plasuje się na 1519. miejscu pod względem liczby ludności, natomiast pod względem powierzchni na miejscu 1291.).